# 1989 (альбом Тейлор Свифт)
1989 — пятый студийный альбом американской певицы Тейлор Свифт, выпущенный 27 октября 2014 года под звукозаписывающим лейблом Big Machine.
Свифт начала планировать последующий проект в 2013 году и приступила к работе непосредственно в 2014 в сотрудничестве со шведскими продюсерами Максом Мартином и Shellback. Свифт представила будущую пластинку как свой «первый задокументированный официальный поп-альбом», который представит новый музыкальный стиль, отличный от ранних работ исполнительницы в жанре кантри.
Критики положительно отозвались об альбоме, отмечая музыкальное разнообразие его композиций и переход к более популярному звучанию. «1989» дебютировал на первом месте в Billboard 200 с недельными продажами 1,2 миллиона копий.
Первый сингл «Shake It Off» был выпущен 18 августа 2014 года. Композиция дебютировала на первом месте в чарте Billboard Hot 100, став вторым синглом Свифт, который достиг первой строчки в США. Также «Shake It Off» является двадцать второй песней, которая дебютировала на вершине Billboard Hot 100.
Перезаписанная версия альбома 1989 (Taylor’s Version) выпущена 27 октября 2023 года в честь 9-летия оригинального альбома.

## Предпосылки и производство
По состоянию на октябрь 2013 года Свифт, по её словам, «написала шесть новых песен». В ноябре 2013 года певица сообщила Billboard следующее: «В альбом войдут семь или восемь песен, которые я хочу записать. Это уже переросло в новый звук, и это все, что я хочу вам сказать». В феврале 2014 года, Свифт подтвердила, что вновь работает с Максом Мартином и Шеллбаком, которые были соавторами трёх песен её предыдущего альбома Red. По её словам «на этот раз они вместе написа́ли гораздо больше, нежели чем три песни». Также над альбомом работали Дайан Уоррен, Джек Антонофф и Райан Теддер. Во время интервью журналу Rolling Stone, Свифт отметила, что одна из песен альбома была взята «прямо со страниц моего журнала». Хотя в настоящее время неизвестно, о какой песне идёт речь, Свифт сказала о песне «Out Of the Woods», которая, по её словам, является честной песней о личном, следующее: «Часть её читается как дневник, а часть, как крик 100.000 человек». Она была написана в соавторстве с Джеком Антоновым, который, по его же собственному признанию, «очень любит эту песню».

## Синглы
18 августа 2014 года Свифт выпустила сингл «Shake It Off», который был спродюсирован Максом Мартином и Шеллбаком. Видеоклип на эту песню, снятый режиссёром Марком Романеком, был представлен публике в прямом эфире. Кроме Тейлор, в нём участвуют профессиональные танцоры, а также несколько её поклонников, выбранных в соцсетях Instagram, Twitter, а также те, кто писал ей письма.
Би-сайдом к синглу стала песня «Out of the Woods».
5 августа 2015 года Тейлор Свифт сообщила в своём Twitter, что следующим её синглом будет песня «Wildest Dreams».
В октябре песня стала 19-м хитом в карьере Тейлор, попавшим в лучшую десятку синглов в США (Hot 100).

## Отзывы критиков
| Совокупная оценка    | Совокупная оценка |
| Источник             | Оценка            |
| -------------------- | ----------------- |
| Metacritic           | 76/100            |
| Оценки критиков      |                   |
| Источник             | Оценка            |
| AllMusic             | [ 17 ]            |
| The A.V. Club        | B+                |
| Billboard            | [ 19 ]            |
| The Daily Telegraph  | [ 20 ]            |
| Entertainment Weekly | B                 |
| The Guardian         | [ 22 ]            |
| NME                  | (7/10)            |
| The Observer         | [ 24 ]            |
| Rolling Stone        | [ 1 ]             |
| Slant Magazine       | [ 25 ]            |

«1989» был встречен положительными отзывами от музыкальных критиков, получив совокупную оценку 76/100 на сайте Metacritic на основе 28 профессиональных рецензий.
Альбом был включён в многочисленные списки лучших от критиков и по голосованию. 1989 стал № 1 в списке «The 10 Best Albums of 2014» журнала Billboard и список «20 Best Albums of 2014» журнала Cosmopolitan. Журнал Rolling Stone поставил альбом под № 10 в своём списке «50 Best albums», а также под № 2 в списке «20 Best Pop Albums of 2014». Издание Digital Spy поставило альбом под № 2 в Top Albums of 2014. Журнал Drowned In Sound назвал альбом 3-м лучшим альбомом 2014 года, в то время как журнал American Songwriter поставил 1989 на 4-е место в их списке «Top 50 Albums of 2014», а журнал TIME включил его в свой список 10 лучших дисков года (Top 10 Best Albums of 2014).
На церемонии Billboard Music Awards 2015 альбом получил награду в категории «Лучший альбом» (Top Billboard 200 Album).
7 декабря 2015 года альбом и песни с него получили несколько номинаций на премию Грэмми, включая такие как Лучший альбом года (1989), Лучший вокальный поп-альбом (1989), Лучшая песня года («Blank Space»), Лучшая запись года («Blank Space»), Лучшее сольное поп-исполнение («Blank Space»), Лучшее поп-исполнение дуэтом или группой («Bad Blood»), Лучшее музыкальное видео («Bad Blood»).
| Критик/Организация                  | Период                   | Ранг | Год  |
| ----------------------------------- | ------------------------ | ---- | ---- |
| American Songwriter                 | Год                      | 4    | 2014 |
| The A.V. Club                       | Год                      | 15   | 2014 |
| The A.V. Club                       | Десятилетие              | 4    | 2019 |
| Billboard                           | Год                      | 1    | 2014 |
| Billboard                           | Десятилетие              | 19   | 2019 |
| Jon Caramanica (The New York Times) | Год                      | 7    | 2014 |
| Complex                             | Год                      | 8    | 2014 |
| Consequence of Sound                | Десятилетие              | 24   | 2019 |
| Consequence of Sound                | Десятилетие (Поп-музыка) | 6    | 2019 |
| Cosmopolitan                        | Год                      | 1    | 2014 |
| The Daily Telegraph                 | Год                      | 5    | 2015 |
| Drowned in Sound                    | Год                      | 3    | 2014 |
| The Guardian                        | Год                      | 12   | 2014 |
| The Guardian                        | 21-й век                 | 89   | 2019 |
| The Music                           | Год                      | 5    | 2014 |
| musicOMH                            | Год                      | 32   | 2014 |
| NME                                 | Десятилетие              | 31   | 2019 |
| Paste                               | Десятилетие              | 50   | 2019 |
| Pazz & Jop (The Village Voice)      | Год                      | 7    | 2014 |
| Pitchfork                           | Год                      | 31   | 2014 |
| PopMatters                          | Год                      | 15   | 2014 |
| Rolling Stone                       | Год                      | 10   | 2014 |
| Rolling Stone                       | Десятилетие              | 19   | 2019 |
| Rolling Stone                       | All Time 500             | 393  | 2020 |
| Slant Magazine                      | Десятилетие              | 10   | 2019 |
| Stereogum                           | Десятилетие              | 69   | 2019 |
| Time                                | Год                      | 4    | 2014 |
| Ken Tucker (NPR)                    | Год                      | 3    | 2014 |
| Uproxx                              | Десятилетие              | 34   | 2019 |
| Chris Willman (Variety)             | Десятилетие              | 1    | 2019 |

## Коммерческий успех
Согласно прогнозу журнала Billboard, после своего выхода «1989» может разойтись тиражом в 700000 — 800000 копий. По информации Hits Double Daily, альбом «1989» стал самым быстро распродающимся альбомом 2014 года в Соединённых Штатах, продав свыше 383 тысяч копий за первый день. В этот же день Hits Double Daily высказали предположение, что «1989» может разойтись тиражом 1 миллион копий за дебютную неделю продаж вместо предсказанных ранее 800 тысяч копий.
Альбом дебютировал на первом месте в чарте Billboard 200 (США), разойдясь тиражом в 1287000 копий за первую неделю. С продажами свыше миллиона копий за семь дней, «1989» сразу же установил несколько рекордов в чартах Billboard. Свифт стала первым исполнителем в истории, который продал три раза подряд свыше миллиона экземпляров за дебютную неделю продаж. Одновременно «1989» был признан самым продаваемым альбомом в Соединённых Штатах, который был выпущен в 2014 году, оставаясь лишь позади саундтрека к фильму «Холодное сердце». Во вторую неделю нахождения в чарте Billboard 200, альбом оставался на № 1 с тиражом 402 000 копий (падение на 69 %) или с суммарным тиражом 1 689 000 копий за первые две недели. Это первый альбом, достигший тиража 1,6 млн за две недели со времени 50 Cent's The Massacre (1 912 000 копий в первые две недели) и первый альбом женщины, достигший этой планки со времени Britney Spears' Oops!…I Did It Again (1 931 000 копий в первые две недели). К октябрю 2015 года альбом пробыл в лучшей американской десятке Top-10 (Billboard 200), не покидая её, более 50 недель.
В начале февраля 2015, в свою 15-ю неделю релиза, 1989 возглавил американский хит-парад на 11 недель (с перерывами), сделав Свифт второй в истории женщиной-певицей, по суммарному числу недель лидерства (все её альбомы провели 35 недель на позиции № 1), уступая только Уитни Хьюстон (все её альбомы провели 46 недель на № 1 в Billboard). Он провёл первые 24 недели подряд в лучшей пятёрке чарта Billboard 200, став лишь одним из девяти дисков в истории поп-музыки (с 1963 года), проведших там первые свои 24 недели. 13 марта 2015 журнал Billboard анонсировал, что 1989 обогнал оба её предыдущих альбома в США на 19-ю неделю релиза. 27 октября 2015 диск стал пятым альбомом, которому удалось провести его первый год релиза в лучшей десятке top 10 чарта Billboard 200. Альбом оставался в лучшей десятке top 10 чарта Billboard 200 до его 54-й недели релиза. К февралю 2016 тираж 1989 составил 5,750,000 копий в США.
В Канаде альбом дебютировал на первом месте в Canadian Albums Chart с тиражом 107 000 копий. Во вторую неделю альбом остался на первом месте с тиражом 37 000 (или 144 000 за две недели).
В итоге альбом стал в Канаде бестселлером года с тиражом 314,000 копий.
В Великобритании 1989 с тиражом 90 000 копий в первую неделю сразу стал № 1 в UK Albums Chart. Это второй чарттоппер певицы в Соединённом Королевстве после её диска Red (2012), и самый быстропродаваемый альбом среди певиц за 2014 год. К апрелю 2016 года тираж в Великобритании составил 1,03 млн копий.
Общемировой тираж 1989 составил более 8,6 млн копий, из которых 6 млн было продано в 2014 году.

## Наследие
Коммерческий успех 1989 превратил образ Свифт из кантри-певицы в глобальный поп-феномен. Альбом стал вторым диском, породившим пять и более синглов в топ-10 в США за десятилетие 2010-х годов, и сделал Свифт второй женщиной, у которой два альбома набрали по пять хитов из топ-10 в США. В течение полутора лет после выхода альбома его синглы активно ротировались на радио США, что Billboard назвал «своего рода культурной вездесущностью, редкой для альбомов 2010-х годов». Исследователь Шон Каллен, специализирующийся на гуманитарных науках, назвал Свифт фигурой «на переднем крае постмиллениальной поп-музыки». По словам Нила Смита из BBC, 1989 «[проложил] путь для артистов, которые больше не хотят быть в гетто разделенных музыкальных жанров». Ян Гормели из The Guardian назвал Свифт авангардом поптимизма, во главе которого 1989 заменил танцевальные/городские тенденции амбициями, доказав, что «успех в чартах и ясность художественного видения не являются взаимоисключающими идеями». Электронный поп-продакшн альбома распространился на два следующих студийных альбома Свифт, Reputation (2017) и Lover (2019), которые закрепили её статус поп-звезды.
В январе 2025 года альбом включён в список лучших альбомов первой четверти XXI века (номер 72 в списке The 250 Greatest Albums of the 21st Century So Far).

## Список композиций
Стандартное издание
| №   | Название                     | Автор(ы)                         | Продюсер(ы)                    | Длительность |
| --- | ---------------------------- | -------------------------------- | ------------------------------ | ------------ |
| 1.  | «Welcome to New York»        | Тейлор Свифт, Райан Теддер       | Теддер, Ноель Занканела, Свифт | 3:32         |
| 2.  | «Blank Space»                | Свифт, Макс Мартин, Шелбэк       |                                | 3:51         |
| 3.  | «Style»                      | Свифт, Мартин, Шелбэк, Али Паями |                                | 3:50         |
| 4.  | «Out of the Woods»           | Свифт, Джек Антонофф             | Джек Антонофф                  | 3:55         |
| 5.  | «All You Had to Do Was Stay» | Свифт, Мартин                    |                                | 3:13         |
| 6.  | «Shake It Off»               | Свифт, Мартин, Шелбэк            | Mартин, Шелбэк                 | 3:39         |
| 7.  | «I Wish You Would»           | Свифт, Антонофф                  |                                | 3:27         |
| 8.  | «Bad Blood»                  | Свифт, Мартин, Шелбэк            |                                | 3:31         |
| 9.  | «Wildest Dreams»             | Свифт, Мартин, Шелбэк            |                                | 3:40         |
| 10. | «How You Get the Girl»       | Свифт, Мартин, Шелбэк            |                                | 4:07         |
| 11. | «This Love»                  | Свифт                            |                                | 4:10         |
| 12. | «I Know Places»              | Свифт, Теддер                    |                                | 3:15         |
| 13. | «Clean»                      | Свифт, Имоген Хип                |                                | 4:30         |

| №   | Название          | Автор(ы)              | Длительность |
| --- | ----------------- | --------------------- | ------------ |
| 14. | «Wonderland»      | Свифт, Мартин, Шелбэк | 4:05         |
| 15. | «You Are In Love» | Свифт, Антонофф       | 4:27         |

| №   | Название          | Автор(ы)              | Длительность |
| --- | ----------------- | --------------------- | ------------ |
| 14. | «Wonderland»      | Свифт, Мартин, Шелбэк | 4:05         |
| 15. | «You Are In Love» | Свифт, Антонофф       | 4:27         |
| 16. | «New Romantics»   | Свифт, Мартин, Шелбэк | 3:50         |

| №   | Название                        | Длительность |
| --- | ------------------------------- | ------------ |
| 17. | «I Know Places» (Voice memo)    | 3:36         |
| 18. | «I Wish You Would» (Voice memo) | 1:47         |
| 19. | «Blank Space» (Voice memo)      | 2:11         |

## Участники записи
Сведения взяты из буклета альбома

| - Тейлор Свифт — ведущий вокал, автор песен , продюсер, исполнительный продюсер, бэк-вокал, ладоши, акустическая гитара, вокал - Макс Мартин — вокал, продюсер, автор песен, клавишные, программирование, исполнительный продюсер, фортепиано, ладоши, бэк-вокал - Шоллбек — продюсер, автор песен, акустическая гитара, электрическая гитара, бас-гитара, клавишные, перкуссия, программирование, ладоши, ударные, бэк-вокал - Али Райами — автор песен, продюсер, клавишные, программирование - Райан Теддер — продюсер, звукоинженер, автор песен, бэк-вокал, фортепиано, акустическая гитара, электрическая гитара, электронные ударные, синтезаторы, дополнительное программирование - Ноэль Занцанелла — продюсер, электронные ударные, синтезаторы, бас, дополнительное программирование - Джек Антонофф — автор песен, продюсер, бэк-вокал, акустическая гитара, электрическая гитара, клавишные, бас, ударные - Нэтан Чапман — продюсер, электрическая гитара, бас, клавишные, ударные, звукоинженер - Имоджен Хип — продюсер, автор песен, звукоинженер, вибрафон, ударные, калимба, перкуссия, программирование, клавишные, бэк-вокал - Джейсон Кэмпбелл — производство - Мэттман & Робин — продюсеры, программирование, ударные, гитара, бас, клавишные, перкуссия | - Грэг Курстин — сопродюсер, клавишные - Николас Лунгфелт — гитара - Джонас Тандлер — саксофон - Джонас Линдеборг — труба - Магнус Уинклад — тромбон - Майкл Илберт — оператор звукозаписи - Смит Карлсон — оператор звукозаписи - Лора Сиск — оператор звукозаписи - Сэм Холланд — оператор звукозаписи - Мэттью Трайба — ассистент оператора звукозаписи - Эрик Эйландс — ассистент оператора звукозаписи - Брендан Моравски — ассистент оператора звукозаписи - Кори Байс — ассистент оператора звукозаписи - Сербан Гемея— микс - Джон Хейнс — микс-инженер - Питер Карлссон — звукоинженер - Том Койн — мастеринг |  |

## Чарты
| Чарт (2014-15)                      | Высшая позиция |
| ----------------------------------- | -------------- |
| Австралия (ARIA)                    | 1              |
| Австрия (Ö3 Austria)                | 5              |
| Бельгия/Фландрия (Ultratop)         | 1              |
| Бельгия/Валлония (Ultratop)         | 7              |
| Бразилия (ABPD)                     | 3              |
| Канада (Canadian Albums Chart)      | 1              |
| Китай (Sino Chart)                  | 1              |
| Хорватия (IFPI)                     | 1              |
| Чехия (ČNS IFPI)                    | 17             |
| Дания (Hitlisten)                   | 2              |
| Нидерланды (Album Top 100)          | 1              |
| Финляндия (Suomen virallinen lista) | 10             |
| Франция (SNEP)                      | 9              |
| Германия (Media Control)            | 4              |
| Греция (IFPI)                       | 11             |
| Венгрия (MAHASZ)                    | 22             |
| Ирландия (IRMA)                     | 1              |
| Италия (Classifica album)           | 5              |
| Япония (Oricon)                     | 3              |
| Республика Корея (Gaon)             | 2              |
| Новая Зеландия (RMNZ)               | 1              |
| Норвегия (VG-lista)                 | 1              |
| Польша (ZPAV)                       | 17             |
| Португалия (AFP)                    | 3              |
| Россия (NFPP)                       | 7              |
| Шотландия (Scottish Albums Chart)   | 1              |
| ЮАР (RISA)                          | 7              |
| Испания (PROMUSICAE)                | 4              |
| Швеция (Sverigetopplistan)          | 23             |
| Швейцария (Schweizer Hitparade)     | 3              |
| Китайская Республика (G-Music)      | 2              |
| Великобритания (UK Albums Chart)    | 1              |
| США (Billboard 200)                 | 1              |

| Чарт (2014)                        | Позиция |
| ---------------------------------- | ------- |
| Australian Albums Chart            | 2       |
| Belgian Albums (Ultratop Flanders) | 71      |
| Belgian Albums (Ultratop Wallonia) | 198     |
| Canadian Albums (Billboard)        | 2       |
| German Albums (Official Top 100)   | 71      |
| Japanese Albums (Oricon)           | 34      |
| Mexican Albums Chart               | 28      |
| New Zealand Albums Chart           | 3       |
| UK Albums Chart                    | 11      |
| US Billboard 200                   | 3       |

| Чарт (2015)                    | Позиция |
| ------------------------------ | ------- |
| Australian Albums (ARIA)       | 3       |
| Canadian Albums (Billboard)    | 1       |
| Dutch Albums (Mega Charts)     | 35      |
| Japanese Albums (Oricon)       | 30      |
| New Zealand Albums (RMNZ)      | 5       |
| Swiss Albums (Swiss Hitparade) | 47      |
| UK Albums Chart                | 6       |
| US Billboard 200               | 1       |
| US Digital Albums (Billboard)  | 1       |

| Чарт (2010—2019)                | Позиция |
| ------------------------------- | ------- |
| Австралия (ARIA)                | 8       |
| Великобритания (UK Albums, OCC) | 25      |
| США (Billboard 200)             | 2       |

| Чарт                       | Позиция |
| -------------------------- | ------- |
| Австралия (ARIA)           | 5       |
| Новая Зеландия (RMNZ)      | 27      |
| США (Billboard 200)        | 64      |
| США (Billboard 200, Women) | 5       |

## Сертификации
| Регион | Сертификация          | Продажи   |
| --- | --------------------- | --------- |
| Австралия (ARIA) | 10× Платиновый        | 700 000   |
| Австрия (IFPI Austria) | 3× Платиновый         | 45 000*   |
| Бельгия (BEA) | 4× Платиновый         | 120 000   |
| Бразилия (ABPD) | Платиновый            | 40 000*   |
| Бразилия (ABPD) · Цифровые продажи | Золотой               | 20 000*   |
| Канада (Music Canada) | 6× Платиновый         | 542,000   |
| Дания (IFPI Danmark) | 2× Платиновый         | 40 000    |
| Франция (SNEP) | Платиновый            | 100 000   |
| Германия (BVMI) | Платиновый            | 200 000   |
| Италия (FIMI) | Платиновый            | 50 000    |
| Япония (RIAJ) | Платиновый            | 250 000^  |
| Мексика (AMPROFON) | 3× Платиновый+Золотой | 210 000^  |
| Нидерланды (NVPI) | Золотой               | 20 000^   |
| Новая Зеландия (RMNZ) | 9× Платиновый         | 135 000   |
| Норвегия (IFPI Norway) | 3× Платиновый         | 60 000*   |
| Польша (ZPAV) | 2× Платиновый         | 40 000    |
| Сингапур (RIAS) | 3× Платиновый         | 30 000*   |
| Испания (PROMUSICAE) | Золотой               | 20 000    |
| Швеция (GLF) | Золотой               | 20 000    |
| Швейцария (IFPI Switzerland) | Золотой               | 10 000^   |
| Великобритания (BPI) | 5× Платиновый         | 1,127,000 |
| США (RIAA) | 9× Платиновый         | 6,250,000 |
| * Данные о продажах приведены только на основе сертификации. · ^ Данные о тиражах приведены только на основе сертификации. · Данные о продажах + прослушиваниях приведены только на основе сертификации. |                       |           |

1. ↑  Канадские продажи для 1989 по состоянию на январь 2020 года[174]
2. ↑  Продажи в Великобритании для 1989 по состоянию на октябрь 2022 года[190]
3. ↑  Продажи в США для 1989 по состоянию на октябрь 2020 года[192]

## История релиза
| Страна         | Дата релиза     | Издание            | Формат(ы)               | Лейбл                       | Ссылки                          |
| -------------- | --------------- | ------------------ | ----------------------- | --------------------------- | ------------------------------- |
| США            | 27 октября 2014 | Стандартное Делюкс | CD Цифровая дистрибуция | Big Machine                 | [ 193 ]                         |
| Германия       | 28 октября 2014 | Стандартное Делюкс | CD Цифровая дистрибуция | Big Machine Universal Music | [ 194 ] [ 195 ] [ 196 ] [ 197 ] |
| Великобритания | 28 октября 2014 | Стандартное Делюкс | CD Цифровая дистрибуция | Big Machine Virgin EMI      | [ 198 ] [ 199 ] [ 200 ] [ 201 ] |

### Комментарии
1. ↑  Вслед за альбомом Кэти Перри Teenage Dream (2010)[93]
2. ↑  После Джанет Джексон; её первым альбомом с пятью хитами в Топ-10 в США был диск Fearless (2008)[94]